# Hverarönd
Ne doit pas être confondu avec Námafjall.
Hverarönd, toponyme islandais signifiant littéralement en français « bord des sources chaudes », aussi appelé par métonymie Námafjall du nom de la montagne au pied duquel il se situe, est un site hydrothermal d'Islande présentant des sources chaudes, des fumerolles, des mares de boue et des solfatares très actives. Il se trouve dans le Nord du pays, à l'est de la localité de Reykjahlíð, au pied de la Námafjall. Aisément accessible par la route 1 qui passe à proximité et aménagé avec des pontons en bois et des cheminements piétonniers, Hverarönd constitue l'un des sites touristiques les plus fréquentés d'Islande.

## Géographie
Hverarönd se trouve dans le Nord de l'Islande, dans la municipalité de Skútustaðahreppur. Il est entouré à l'ouest par le Mývatn et la localité de Reykjahlíð sur son rivage, au nord par la route 1, la Hlíðardalur et plus loin la caldeira du Krafla, à l'est et au sud par le désert de lave du Búrfellshraun et immédiatement à l'ouest par la Námafjall, une petite montagne qui lui a donné son deuxième nom.
Le site est composé de sources chaudes, de fumerolles, de solfatares et de mares de boue. L'eau souterraine réchauffée par le magma de la chambre magmatique du Krafla remonte du sous-sol chargée de minéraux et de gaz volcaniques qui se libèrent, se condensent et cristallisent arrivés en surface. Les températures avoisinent les 80 à 100 °C. Le sulfure d'hydrogène relâché avec d'autres gaz volcaniques donne au site une odeur caractéristique d'œuf pourri.

## Histoire
En 1977, un forage géothermique a abouti à l'émission accidentelle de 1,2 m3 de lave, soit trois tonnes, constituant la plus petite éruption volcanique jamais enregistrée.
L'amélioration des moyens de transport dans cette partie de l'Islande avec notamment le goudronnage de la route 1 dans le secteur a conduit Hverarönd à devenir l'un des principaux sites touristiques d'Islande. Les visiteurs disposent de panneaux explicatifs en plusieurs langues, d'un ponton en bois aménagé au-dessus de la principale mare de boue et de cheminements piétonniers balisés pour parcourir le site.

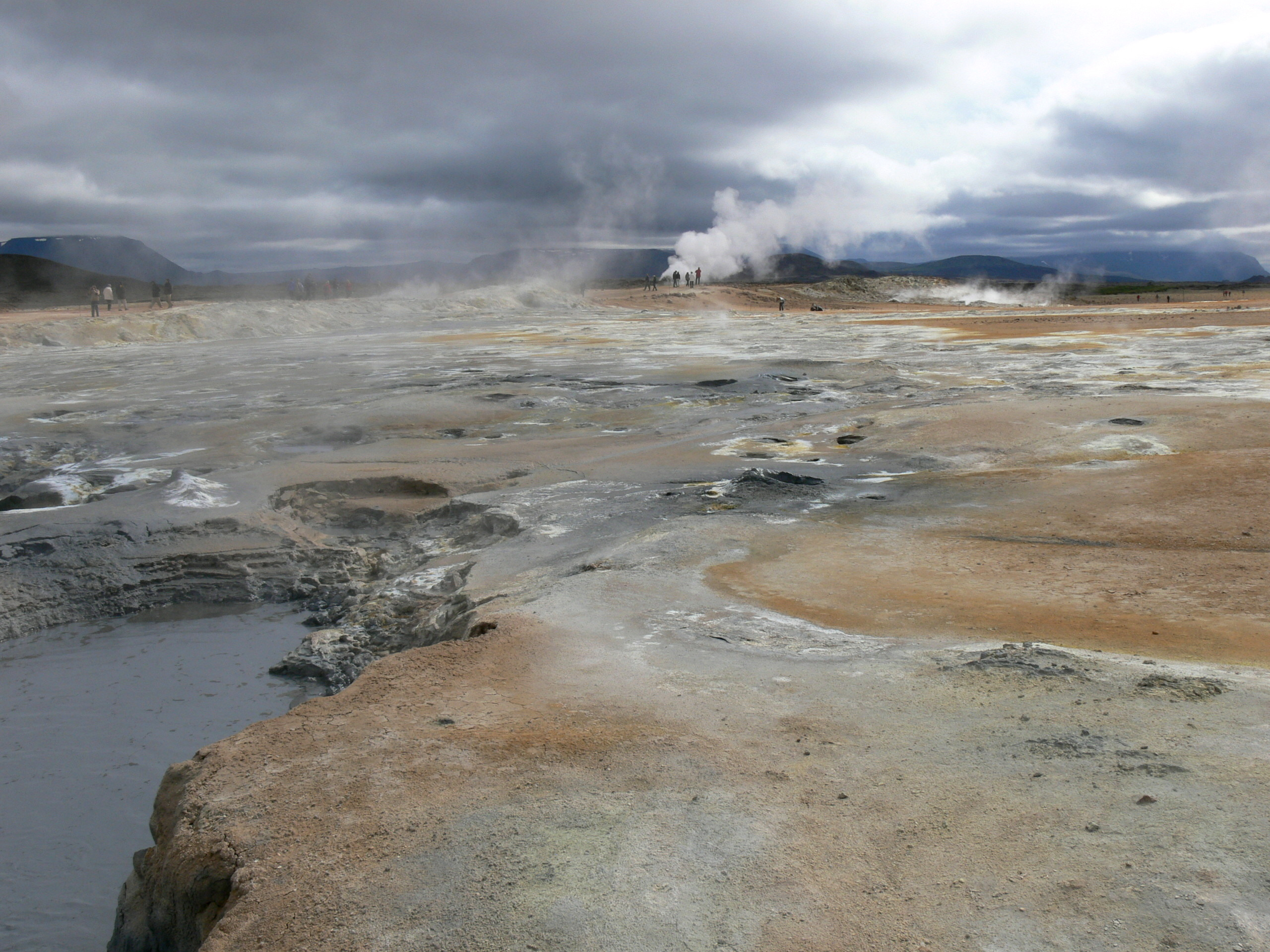
Vue générale du site
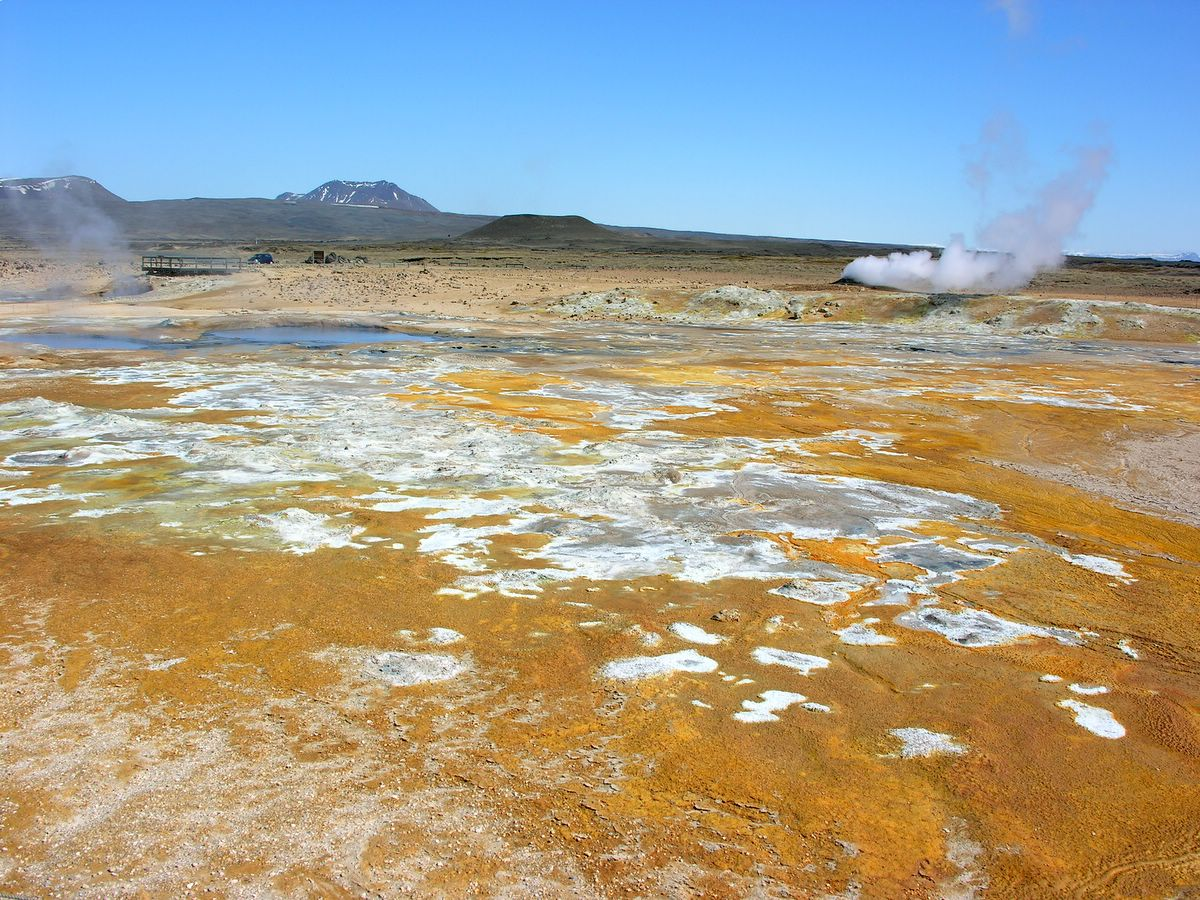
Vue des dépôts de soufre au sol
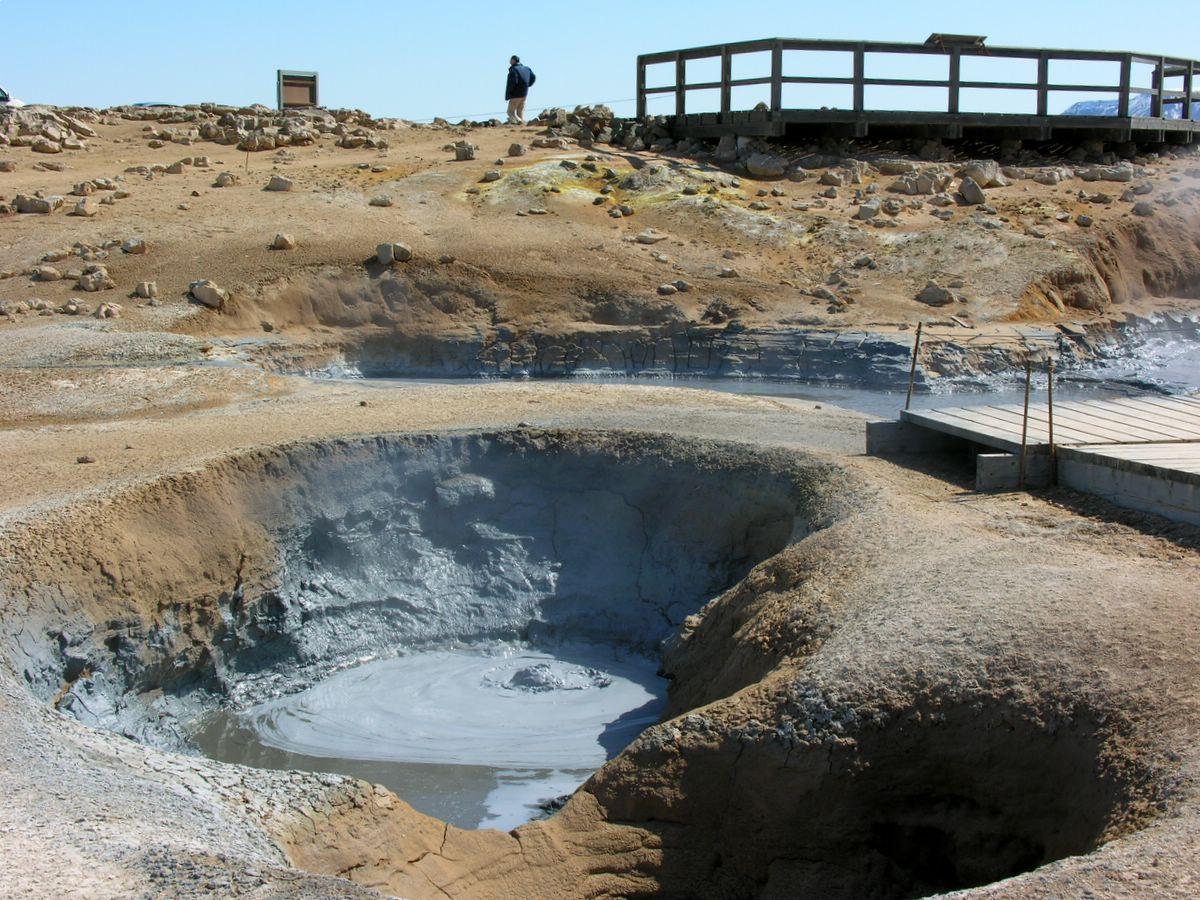
Des mares de boue
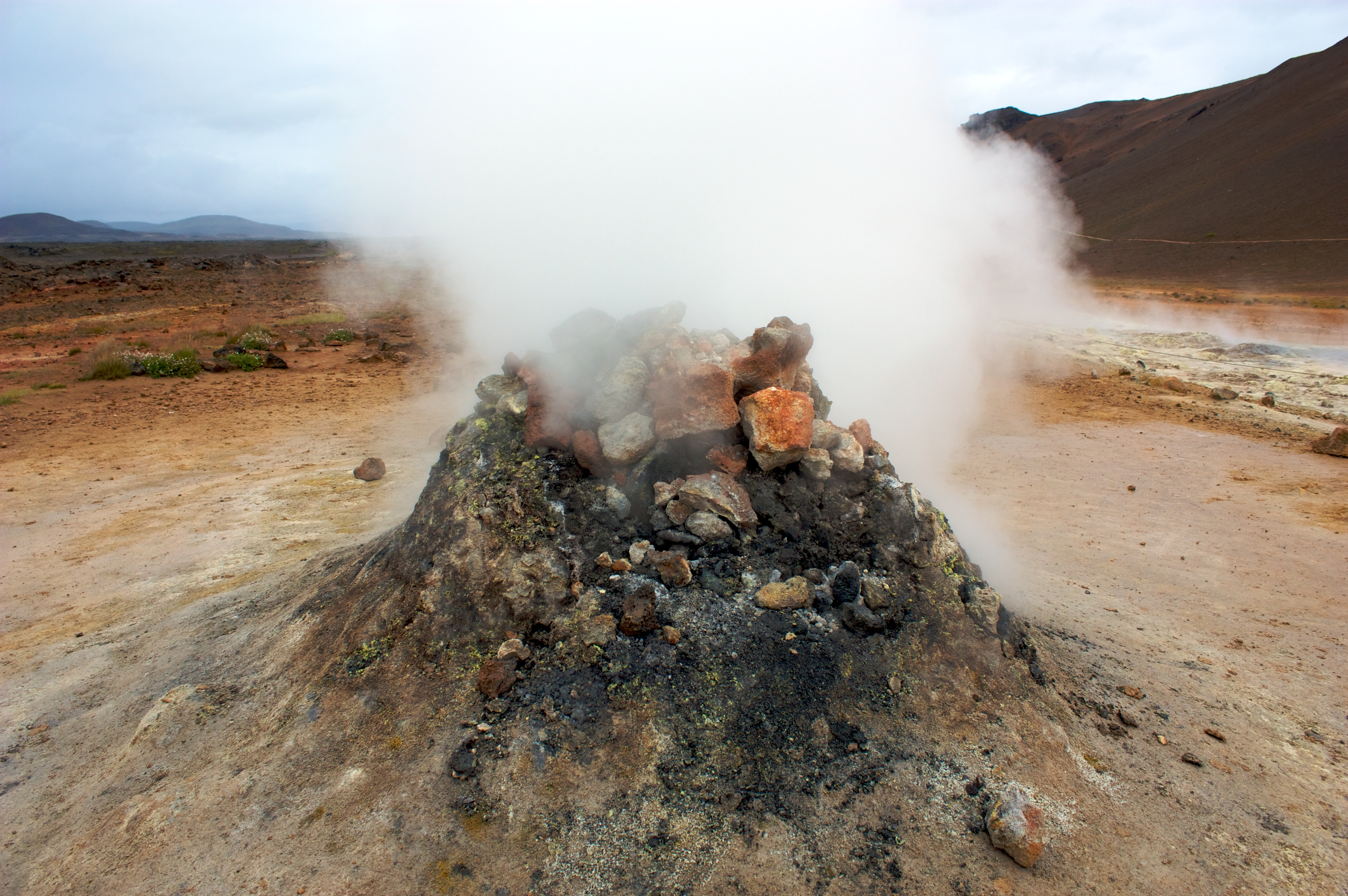
La solfatare
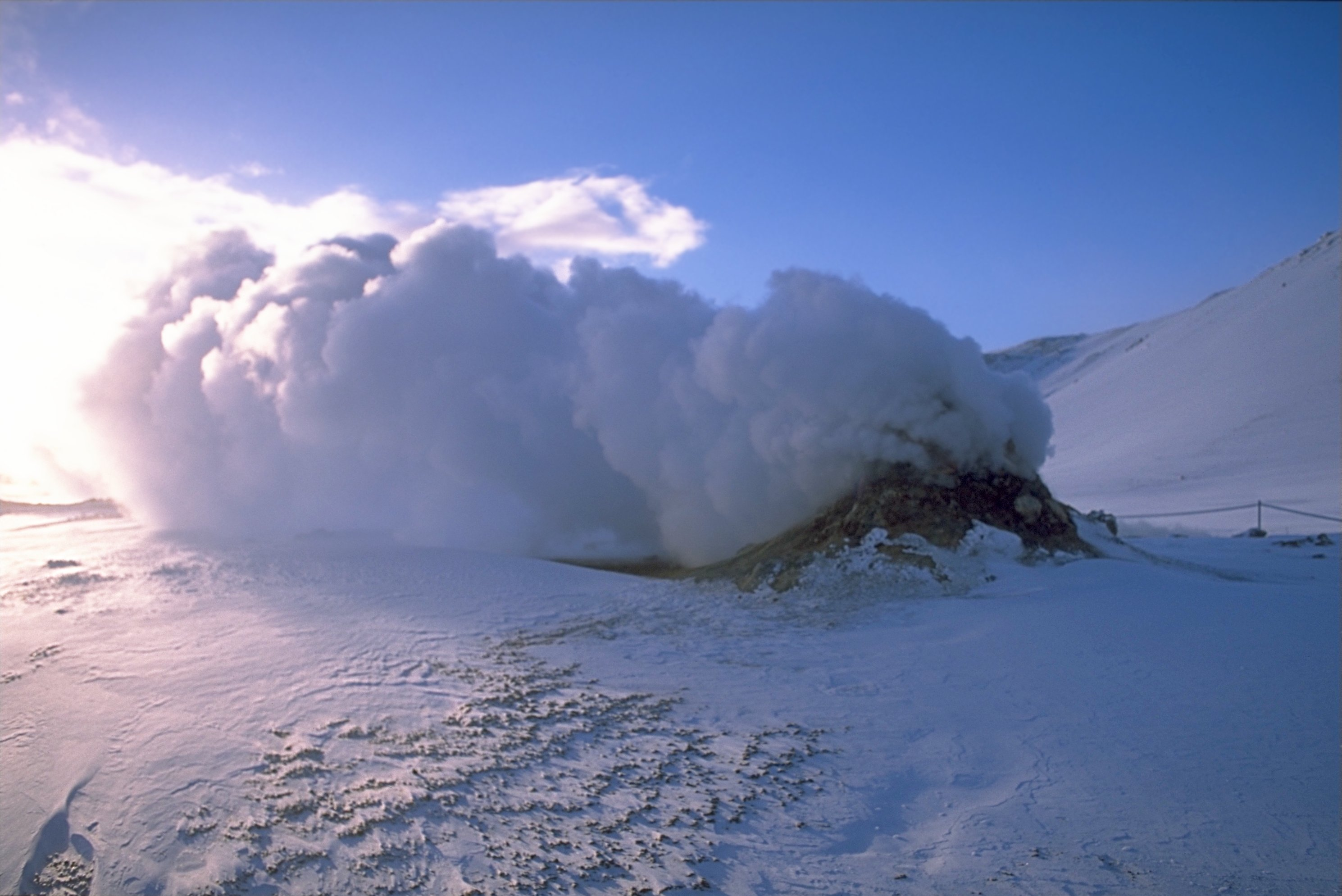
La solfatare en hiver
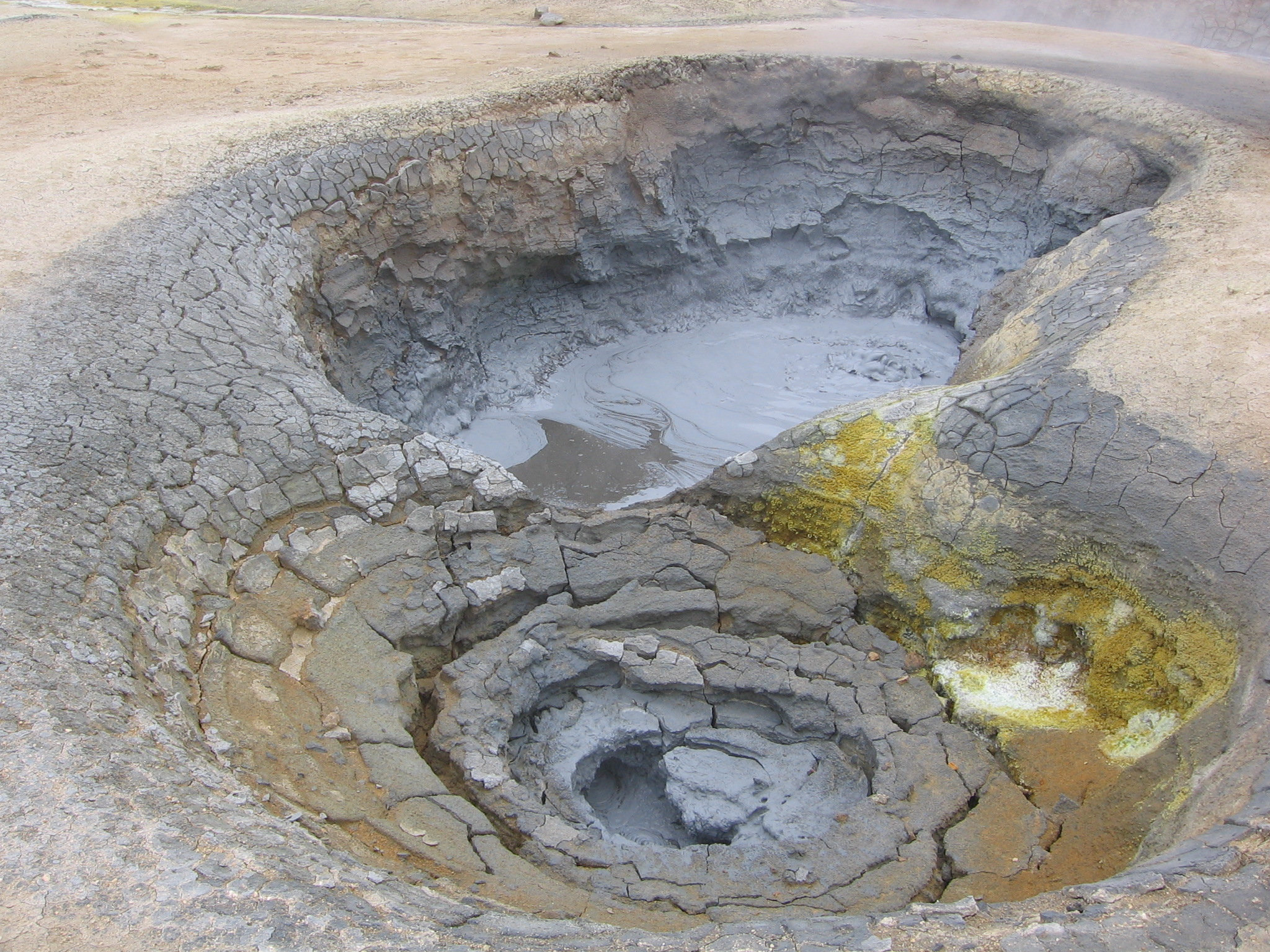
Des mares de boue